# Vol Hewa Bora Airways 952
Le 8 juillet 2011, le Boeing 727 effectuant le vol Hewa Bora Airways 952,  un vol intérieur régulier entre Kinshasa et Kisangani, en République démocratique du Congo, s'est écrasé lors de l'approche finale sur l'aéroport international de Kisangani Bangoka, faisant 77 victimes et 38 blessés parmi les 118 passagers et membres d'équipage à bord.

## Avion
L'appareil impliqué est un Boeing 727-22, immatriculé 9Q-COP (numéro de série 18323/136). Il a été livré pour la première fois à United Airlines en 1965 et a auparavant servi pour Korean Air, World Airways et Ladeco (en), avant d'être acquis par Hewa Bora Airways en avril 2010. Au moment de l'accident, cet appareil était âgé de 45 ans, avec plus de 52 000 heures de vol à son actif.

## Accident
Le vol 952 a décollé le 8 juillet de l'aéroport international de Kinshasa-Ndjili, avec 112 passagers et 6 membres d'équipage à bord, pour un vol à destination de l'aéroport international de Kisangani Bangoka. 
Vers 15 h 00, heure locale, l'équipage a tenté une approche vers la piste 13 de l'aéroport, mais l'approche a été interrompue, en raison des orages et d'une mauvaise visibilité signalés dans la région. L'avion a ensuite effectué une approche à vue  de la piste 31, mais a percuté le sol à environ 1 300 pieds (400 m) du seuil de piste.
À l'époque, de violents orages et une mauvaise visibilité étaient signalés dans la région, et l'aéroport de Kisangani n'avait pas de procédure d'approche aux instruments officielle publiée, bien qu'une procédure VOR/DME soit disponible pour les vols commerciaux.

## Victimes
Les différents rapports concernant le nombre de victimes variaient initialement, le bilan final faisant état de 77 morts et 38 blessés. Une enquête préliminaire a révélé que cinq victimes ne figuraient pas initialement sur le manifeste de l'avion et que certaines passagers utilisaient des billets enregistrés sous d'autres noms. Parmi les victimes se trouvait notamment l'évêque du diocèse d'Isangi, Camille Lembi Zaneli (en). 

## Enquête

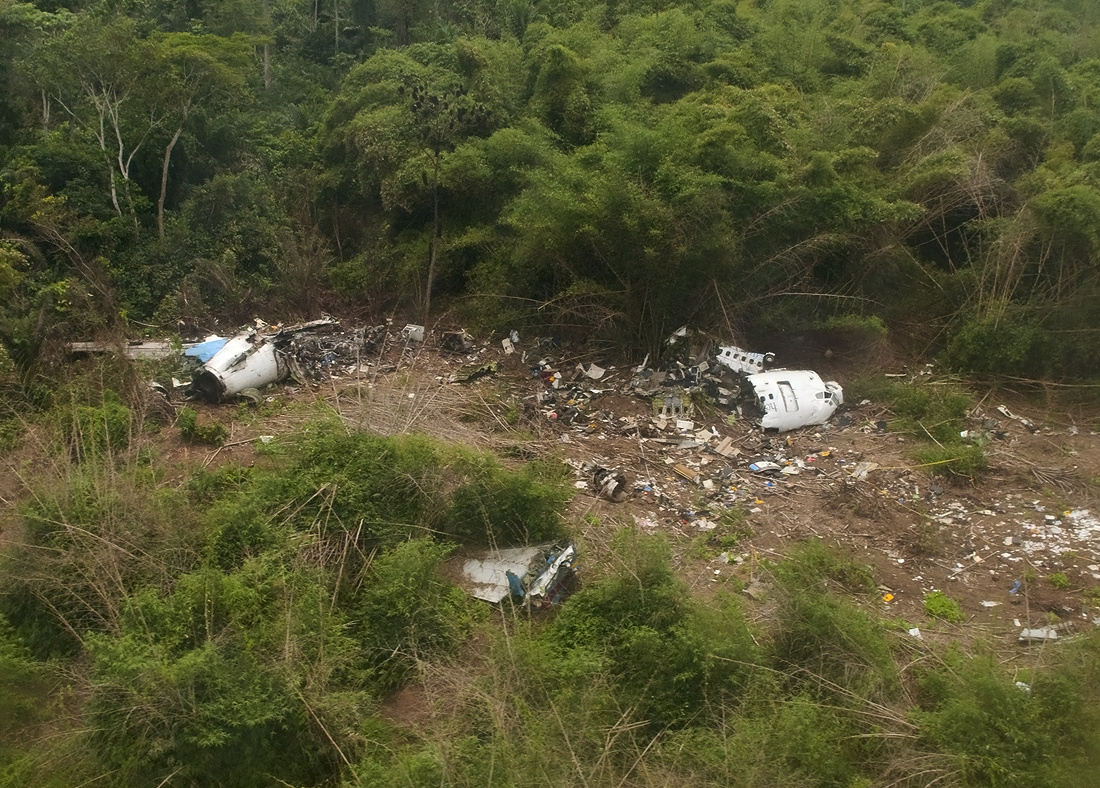
Des débris du vol 952, photographié un mois après l'accident.

Une commission d'enquête a été créée pour enquêter sur cet accident. Un rapport préliminaire a été publié un mois plus tard, en août 2011, sans les données de l'enregistreur phonique (CVR), ni de l'enregistreur de paramètres (FDR), qui avaient été transmises au Conseil national de la sécurité des transports américain (NTSB) pour l'analyse de leurs données.
La commission a constaté que l'équipage du vol 952 avait mal évalué les conditions météorologiques présente à l'aéroport de destination et que les informations météorologiques fournies à l'équipage par les contrôleurs aériens à Kisangani étaient incorrectes.
Il est également apparu que le commandant de bord était titulaire d'une licence pour piloter des appareils de type McDonnell Douglas MD-82, mais que sa qualification sur Boeing 727 était expiré et en attente de renouvellement. 
La tour de contrôle de Kisangani s'est avérée être en sous-effectif le jour de l'accident et certains des contrôleurs aériens ne disposaient pas des licences réglementaires requises. Les deux installations qui auraient dû enregistrer toutes les communications radio entre le trafic aérien et la tour de contrôle étaient également inopérantes ce jour-là.

## Conséquences
Suite au crash du vol 952, le ministère des Transports de la République démocratique du Congo a suspendu le certificat de transporteur aérien d'Hewa Bora Airways, invoquant des accidents répétés impliquant la compagnie aérienne, notamment celui du vol 122, survenue le 15 avril 2008, ainsi qu'un autre accident impliquant le vol 601, survenue à l'aéroport international de Kinshasa-Ndjili le 21 juin 2010.